# Pierre Richard
Pierre Richard, volledige naam Pierre-Richard Maurice Charles Léopold Defays, (Valenciennes, 16 augustus 1934) is een Frans acteur en regisseur van meestal komische films.

## Leven en werk
Richard maakte zijn (bescheiden niet gecrediteerd) debuut op het witte doek in Montparnasse 19, Jacques Beckers biopic over het leven van Modigliani.
In 1961 debuteerde Richard samen met zijn vriend Victor Lanoux in de wereld van het cabaret. Vijf jaar lang brachten ze hun sketches in de cabaretten van de Rive Gauche.
Pas in 1968, tien jaar na zijn filmdebuut, was hij in een tweedeplansrol te zien in Yves Roberts succesvolle komedie Alexandre le bienheureux.
Hij regisseerde Le Distrait, zijn eerste film, in 1970 en vertolkte er eveneens de hoofdrol in. Dat deed hij vervolgens in de zes andere komedies die hij verwezenlijkte.
In de jaren zeventig bedacht Yves Robert hem met de titelrol in zijn succesvol tweeluik Le Grand Blond avec une chaussure noire/Le Retour du grand blond. In die periode vormde hij twee keer een succesvol duo met Jane Birkin in La moutarde me monte au nez en in La Course à l'échalote van Claude Zidi. Ook voor Gérard Oury deed Richard de filmkassa's rinkelen met de komische films La Carapate en Le Coup du parapluie.
Hij oogstte zijn grootste commerciële successen in de jaren tachtig toen hij in drie komedies van Francis Veber (La Chèvre, Les Compères en Les Fugitifs) een tandem vormde met Gérard Depardieu.   

## Filmografie
- 1958 - Montparnasse 19 (Jacques Becker)
- 1968 - Alexandre le bienheureux (Yves Robert)
- 1970 - Le Distrait (Pierre Richard)
- 1972 - Les Malheurs d'Alfred (Pierre Richard)
- 1972 - Le Grand Blond avec une chaussure noire (Yves Robert)
- 1973 - Je sais rien, mais je dirai tout (Pierre Richard)
- 1974 - Un nuage entre les dents (Marco Pico)
- 1974 - La moutarde me monte au nez (Claude Zidi)
- 1974 - Le Retour du grand blond (Yves Robert)
- 1975 - La Course à l'échalote (Claude Zidi)
- 1976 - On aura tout vu (Georges Lautner)
- 1976 - Le Jouet (Francis Veber)
- 1978 - Je suis timide mais je me soigne (Pierre Richard)
- 1978 - La Carapate (Gérard Oury)
- 1979 - C'est pas moi, c'est lui (Pierre Richard)
- 1980 - Le Coup du parapluie (Gérard Oury)
- 1981 - La Chèvre (Francis Veber)
- 1983 - Les Compères (Francis Veber)
- 1984 - Le Jumeau (Yves Robert)
- 1986 - Les Fugitifs (Francis Veber)
- 1988 - À gauche en sortant de l'ascenseur (Edouard Molinaro)
- 1988 - Mangeclous (Moshé Mizrahi)
- 1991 - On peut toujours rêver (Pierre Richard)
- 1995 - L'Amour conjugal (Benoît Barbier)
- 1997 - Droit dans le mur (Pierre Richard)
- 2003 - Mariées mais pas trop (Catherine Corsini)
- 2007 - Le Serpent (Éric Barbier)
- 2009 - Victor (Thomas Gilou)
- 2009 - Le Bonheur de Pierre (Robert Ménard)
- 2012 - Et si on vivait tous ensemble? (Stéphane Robelin)
- 2016 - Fui Banquero (Patrick en Émilie Grandperret)
- 2023 - Jeanne du Barry (Maïwenn)